# Dolmen de la Creu d'en Cobertella
Dolmen de la Creu d'en Cobertella är en fornlämning i Spanien. Den ligger i provinsen Província de Girona och regionen Katalonien, i den östra delen av landet, 600 km öster om huvudstaden Madrid. Dolmen de la Creu d'en Cobertella ligger 131 meter över havet.
Terrängen runt Dolmen de la Creu d'en Cobertella är kuperad åt nordost, men åt sydväst är den platt. Havet är nära Dolmen de la Creu d'en Cobertella söderut. Närmaste större samhälle är Roses, 1,8 km väster om Dolmen de la Creu d'en Cobertella. 